# دفن (جبل لبنان)
دفن هي قرية لبنانية من قرى قضاء كسروان في محافظة جبل لبنان.